# Corte suprema speciale
La Corte suprema speciale (in greco Ανώτατο Ειδικό Δικαστήριο?), nell'ordinamento giuridico della Grecia, è l'organo cui è attribuito il compito di giudicare la legittimità costituzionale delle leggi; è prevista dall'articolo 100 della Costituzione. Le sue decisioni non sono soggette a impugnazione e sono vincolanti.
È munita della sola giurisdizione costituzionale, laddove la giurisdizione di legittimità appartiene alla Corte di Cassazione (giurisdizione ordinaria), al Consiglio di Stato (giurisdizione amministrativa) e alla Camera dei conti (giurisdizione contabile).

## Composizione
Secondo l'articolo 100 della Costituzione, la Corte suprema speciale è composta da undici membri. Vale a dire:
- i presidenti delle tre Corti supreme,
- quattro membri della Corte di Cassazione, estratti a sorte per un biennio,
- quattro membri del Consiglio di Stato, estratti a sorte per un biennio.

La Corte è presieduta dal presidente più anziano della Corte di cassazione o del Consiglio di Stato.
Quando la Corte suprema speciale: a) risolve i conflitti tra l'amministrazione e il giudice o tra il giudice amministrativo e quello civile o tra la Camera dei conti e gli altri tribunali, oppure b) risolve una controversia sulla costituzionalità di una norma o sul significato reale di una norma giuridica, allora la Corte è composta da due membri in più: due professori (di ruolo) di Giurisprudenza, nominati a sorte.

## Storia
La storia della Corte suprema speciale è piuttosto breve, poiché è stata fondata per la prima volta dalla Costituzione del 1975. La sua organizzazione e funzione è regolata dall'articolo 100 della Costituzione e dalla Legge 345/1976. I germi di questa Corte esistono nell'articolo 73 della Costituzione del 1952 (che prevedeva un tribunale elettorale speciale) e nelle costituzioni della giunta militare (1968 e 1973), che prevedevano un tribunale speciale per la risoluzione delle controversie tra le Corti supreme.

## Giurisdizione
La giurisdizione della Corte suprema speciale è strettamente definita dalla Costituzione (articolo 100). Quindi:
- Giudica i motivi contro la validità dei risultati delle elezioni legislative.
- Controlla la validità dei risultati dei referendum.
- Decide la deposizione di un membro del Parlamento, secondo le disposizioni costituzionali.
- Risolve i conflitti tra l'amministrazione e il tribunale o tra il tribunale amministrativo e il tribunale civile o tra la Corte dei conti e gli altri tribunali.
- Risolve una controversia sulla costituzionalità di una norma giuridica o sul significato reale di una norma giuridica.
- Decide se una norma di diritto internazionale appartiene al diritto internazionale consuetudinario.

### La Corte come "Corte Suprema Elettorale"
Poiché la Corte suprema speciale ha il potere di emettere una decisione irrevocabile e vincolante, con la quale un membro del Parlamento perde la sua posizione, essa diventa la "Corte suprema elettorale". Secondo l'articolo 58 della Costituzione, il tribunale esamina i motivi relativi alle violazioni elettorali o alla mancanza di qualifica giuridica dei candidati. Controlla anche se un membro del Parlamento abbia assunto compiti incompatibili con la sua carica. Questi doveri incompatibili sono enumerati nell'articolo 57 della Costituzione. Se la Corte suprema speciale accerta l'incompatibilità delle funzioni assunte, il deputato decade dall'incarico “a norma di legge”.

### La Corte come "Corte Suprema Costituzionale"
In Grecia ogni tribunale controlla la costituzionalità delle leggi e non esiste una Corte costituzionale Suprema "permanente", come in Spagna, Germania ecc. Se un tribunale giudica "incostituzionale" una disposizione di legge, decide di non applicarla, ma non ha il potere di dichiarare  "nulla" la disposizione di legge. Tale restrizione è vincolante anche per le Supreme Corti, che dichiarano "inapplicabile" la norma di legge incostituzionale. Tuttavia, se un caso concernente la costituzionalità di una legge viene introdotto nella Corte Suprema Speciale (dopo l'emanazione di decisioni contraddittorie delle Corti Supreme), la Corte ha il diritto costituzionale di dichiarare "incostituzionale" una norma di legge. Ciò significa che la norma incostituzionale esiste ancora (non è formalmente "nulla"), ma viene espulsa dalla "legge e ordine" greci.
La decisione della Corte suprema speciale che dichiara l'incostituzionalità di una norma giuridica è definitiva, irrevocabile, vincolante per ogni tribunale greco, comprese le Corti Supreme, e giudica la materia una volta per sempre. Nessun tribunale ha il diritto di prendere una decisione diversa per la stessa disposizione legale in futuro. Se un tribunale di primo grado o una corte d'appello o anche una Corte Suprema aveva giudicato la stessa questione in modo contraddittorio prima dell'emanazione della decisione della Corte Suprema Speciale, è obbligato a ribaltare la sentenza e a riemanarla secondo con la decisione della Corte suprema speciale.

## L'altra "Corte Speciale"
La Corte suprema speciale di cui all'articolo 100 non deve essere confusa con la "Corte Speciale" di cui all'articolo 86 della Costituzione. Quest'ultimo "Tribunale speciale" è un tribunale ad hoc, competente a giudicare presunti atti criminali di membri del governo (in precedenza o in servizio), commessi solo nella loro veste ufficiale (ovvero non reati comuni o civili commessi a loro titolo personale) e solo se messi sotto accusa dal Parlamento. È altresì competente a giudicare il Presidente della Repubblica, se messo sotto accusa dal Parlamento per violazione intenzionale della Costituzione o per alto tradimento. In tali casi, il Parlamento agisce come procuratore e l'imputato può essere rappresentato da avvocati di loro scelta, come in qualsiasi tribunale.
Tale "Tribunale speciale" comprende sette giudici della Corte di Cassazione e sei giudici del Consiglio di Stato, estratti a sorte. È presieduto dal giudice più anziano della Corte di Cassazione.